# Madame Louis Joachim Gaudibert
Madame Louis Joachim Gaudibert is een schilderij van Claude Monet uit 1868. Sinds 1986 maakt het deel uit van de collectie van het Musée d'Orsay in Parijs.

## Voorstelling
In 1868 kende Monet grote geldzorgen. Hij was zelfs gedwongen zijn vriendin Camille en hun net geboren zoon Jean in Parijs achter te laten, terwijl hij zelf bij zijn tante in Saint-Adresse verbleef om te schilderen. Monets situatie verbeterde toen mevrouw Gaudibert, moeder van Louis-Joachim, drie olieverfschilderijen bij hem bestelde, twee portretten van haar zoon en een van zijn echtgenote Marguerite. De Gaudiberts, scheepsmagnaten in Le Havre, zorgden er ook voor dat hij kon verblijven in het kasteel van Ardennes-Saint-Louis nabij Le Havre dat in bezit was van de vader van Marguerite Gaudibert. Hier werkte hij vanaf september 1868 aan het portret.
Het grote portret van Camille was in de zomer in Le Havre te zien geweest. Het portret van mevrouw Gaudibert zou dezelfde uitstraling moeten krijgen als dat schilderij. Haar jurk is echter minder spectaculair dan de (gehuurde) kleding van Camille en haar gezicht alleen in profiel zichtbaar. In plaats daarvan geeft Monet de achtergrond een belangrijke rol. De prachtige gordijnen en het tapijt laten zien dat de bourgeois familie in voorspoed leeft. Monet liet zich hierbij inspireren door de portretten die Alfred Stevens op de Salon tentoonstelde.

## Herkomst
- 1868: in bezit van Louis Gaudibert, Le Havre.
- In bezit van de zus van Marguerite Gaudibert, mevrouw Lamotte, Le Havre.
- Nagelaten aan Maurice Lamotte, Le Havre.
- 1951: met hulp van een anonieme, Canadese donateur aangekocht voor de Galerie nationale du Jeu de Paume.
- 1986: overgebracht naar het Musée d'Orsay.

## Afbeelding

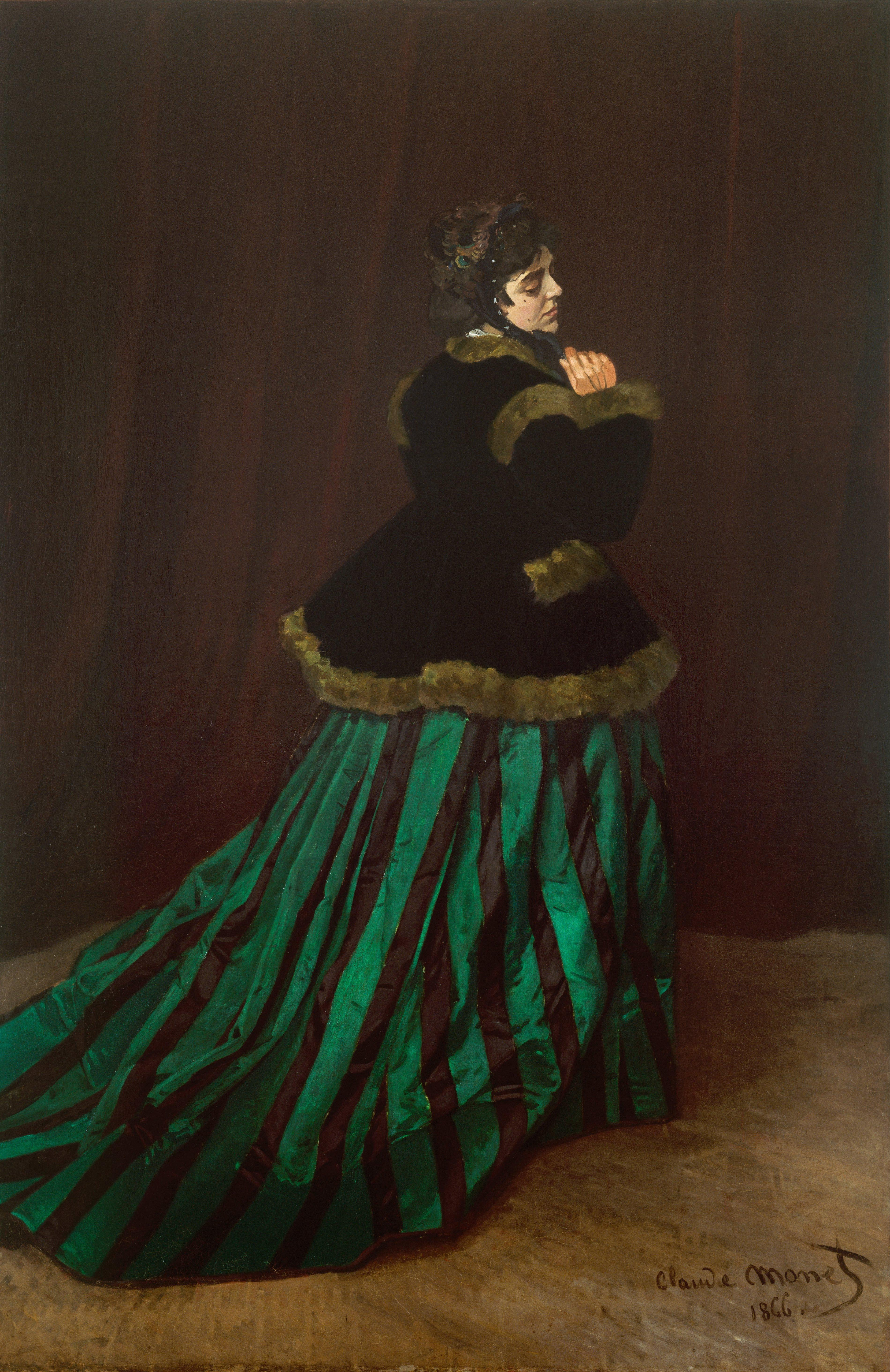
Camille (ca 1866)